# Управляющая последовательность
Управляющая последовательность (исключённая последовательность, экранированная последовательность, от англ. escape sequence) — совокупность идущих подряд значащих элементов, в группе теряющих для обрабатывающего механизма своё индивидуальное значение с одновременным приобретением этой группой нового значения.
Образование управляющих последовательностей представляет собой логическое кодирование.
В большинстве случаев этим термином обозначают соответствующие последовательности текстовых символов.
Управляющая последовательность распознаётся по начальному символу и фиксированному количеству символов, следующих за ним (url-кодирование, многие интерпретируемые языки программирования) или по определённой последовательности символов.
Необходимость логического кодирования текстовых знаков возникла от того, что некоторые из них в программах, работающих с текстом, имеют специальное (управляющее) значение. Для того, чтобы использовать эти знаки непосредственно как текст, их кодируют специфическими для каждой системы обозначения (программы) способами (управляющими последовательностями):
- интерпретатор PHP распознаёт знак $ как первый символ имени переменной, а тот же символ, предварённый обратной косой чертой (\$) воспринимается им как собственно символ $.
- в UNIX shell пробел служит для разделения параметров, поэтому для его использования при обозначении имён файлов впереди ставится обратная косая черта (\).
- в HTML служебные символы «<» и «>» кодируются как «&lt;» и «&gt;» соответственно.

## Пример для языка программированияC
Пример 1
```
char
 
str
[]
=
"Такой ввод символа "
 
в
 
строку
 
вызовет
 
ошибку
"; //error [[C2146]]: syntax error : missing ';'

```

Пример 2
```
char
 
str
[]
=
"Служебный символ 
\"
 можно ввести в строку"
;

```

В первом примере содержится ошибка — пропущена инструкция «;». Это произошло из-за того, что первый встреченный при лексическом анализе символ двойных кавычек, согласно спецификации языка, воспринимается компилятором как начало, а второй — как конец символьной или строковой константы, соответственно, кириллические символы, идущие после второй кавычки, считаются недопустимыми. Во втором же примере этой ошибки нет, так как перед средней кавычкой стоит символ экранирования.

## Аппаратное обеспечение
Управляющие последовательности также применяются, когда периферийное устройство имеет только один канал связи, используемый как для передачи данных, так и для управления самим устройством.

### В текстовых компьютерных терминалах
Для управления компьютерным терминалом были разработаны управляющие последовательности ANSI (англ. ANSI escape code).

### В модемах
Стандартная последовательность для модемов — три символа «+» нажимаемые с достаточно большим интервалом (передаваемые внутри текста три символа «+» не вызывают реакции на последовательность).

### В оборудовании Cisco
В коммуникационном оборудовании Cisco escape sequence — это символы, передаваемые при нажатии комбинации клавиш Ctrl^ (для ввода '^' требуется нажатие Shift-6, так что полная комбинация выглядит как Ctrl-Shift-6).

### В принтерах
Практически все принтеры используют управляющие последовательности для получения команд от компьютера. Некоторые последовательности стандартизованы в языки управления принтерами, например ESC/P, PCL.